# Петоски (Мичиган)
Петоски (англ. Petoskey) — небольшой город — прибрежный курорт в штате Мичиган, США. Окружной центр округа Эммет.

## Географическое положение
По данным Бюро переписи населения США город имеет общую площадь в 5,29 кв. мили (13,7 км2). Город расположен на берегу озера Мичиган. 

## Население
| Год переписи | Нас. |  | %±    |
| ------------ | ---- |  | ----- |
| 1880         | 1815 |  | —     |
| 1890         | 2872 |  | 58,2% |
| 1900         | 5285 |  | 84%   |
| 1910         | 4778 |  | −9,6% |
| 1920         | 5064 |  | 6%    |
| 1930         | 5740 |  | 13,3% |
| 1940         | 6019 |  | 4,9%  |
| 1950         | 6468 |  | 7,5%  |
| 1960         | 6138 |  | −5,1% |
| 1970         | 6342 |  | 3,3%  |
| 1980         | 6097 |  | −3,9% |
| 1990         | 6056 |  | −0,7% |
| 2000         | 6080 |  | 0,4%  |
| 2010         | 5670 |  | −6,7% |
| 2016         | 5749 |  | 1,4%  |

По данным переписи 2010 года население Петоски составляло 5670 человек (из них 47,3 % мужчин и 52,7 % женщин), в городе было 2538 домашних хозяйства и 1319 семей. На территории города было расположено 3359 построек со средней плотностью 254,8 построек на один квадратный километр суши. Расовый состав: белые — 91,9 %, афроамериканцы — 0,7 %, азиаты — 0,4 %, коренные американцы — 4,7 % и представители двух и более рас — 2,1 %. 1,9 % населения были латиноамериканцами.
Население города по возрастному диапазону по данным переписи 2010 года распределилось следующим образом: 19,4 % — жители младше 18 лет, 5,2 % — между 18 и 21 годами, 59,3 % — от 21 до 65 лет и 16,1 % — в возрасте 65 лет и старше. Средний возраст населения — 39,8 лет. На каждые 100 женщин в Петоски приходилось 89,8 мужчин, при этом на 100 совершеннолетних женщин приходилось 86,6 мужчин сопоставимого возраста.
Из 2538 домашних хозяйств 52,0 % представляли собой семьи: 36,7 % совместно проживающих супружеских пар (13,7 % с детьми младше 18 лет); 11,8 % — женщины, проживающие без мужей и 3,5 % — мужчины, проживающие без жён. 48,0 % не имели семьи. В среднем домашнее хозяйство ведут 2,10 человека, а средний размер семьи — 2,81 человека. В одиночестве проживали 39,2 % населения, 12,2 % составляли одинокие пожилые люди (старше 65 лет).

## Экономика
В 2015 году из 5076 трудоспособных жителей старше 16 лет имели работу 3161 человек. При этом мужчины имели медианный доход в 36 632 долларов США в год против 34 359 долларов среднегодового дохода у женщин. В 2014 году медианный доход на семью оценивался в 70 781 $, на домашнее хозяйство — в 37 556 $. Доход на душу населения — 40 660 $. 6,8 % от всего числа семей в Петоски и 12,4 % от всей численности населения находилось на момент переписи за чертой бедности.